# Gli eroi del deserto (film 1929)
Gli eroi del deserto (Hell's Heroes) è un film western del 1929 diretto da William Wyler e interpretato da Charles Bickford, Raymond Hatton e Fred Kohler, adattamento del racconto The Three Godfathers dello scrittore statunitense Peter B. Kyne. Si tratta del primo film sonoro diretto da Wyler che ne girò anche una versione muta.
Già portato tre volte sullo schermo nel periodo del muto (nel 1909, 1915 e 1920), il soggetto fu ripreso da Richard Boleslawski nel 1936 (Three Goodfathers, mai distribuito in Italia), da John Ford nel 1948 (In nome di Dio) e nel 1975 per il film per la TV intitolato The Godchild, con protagonista Jack Palance. L'ultimo adattamento è il film d'animazione Tokyo Godfathers, diretto da Satoshi Kon nel 2003.

## Trama
Tre rapinatori in fuga dopo una rapina alla banca di New Jerusalem, Bob Sangster, Tom "Barbwire" Gibbons e "Wild Bill" Kearney, si avventurano nel deserto dove trovano una donna, moglie del cassiere Frank Edwards ucciso durante la rapina, che sta per dare alla luce un bambino. La donna muore dopo il parto, non prima di aver affidato il neonato ai tre banditi con la richiesta di portarlo in salvo alla città da cui sono fuggiti. Solo Sangster sopravviverà al deserto e riuscirà a tornare a New Jerusalem, determinato ad onorare la richiesta della donna. Giunto alla chiesa della città dove si sta celebrando il Natale, morirà subito dopo aver compiuto il suo dovere.

## Produzione
Il film venne girato in California, tra la Panamint Valley, il deserto del Mojave e il Red Rock Canyon State Park, mentre le sequenze relative alla città immaginaria di New Jerusalem vennero girate nella città fantasma di Bodie, incluse quelle della banca (che due anni dopo sarà distrutta da un incendio) e della Chiesa metodista. Nella scena della rapina in banca viene inquadrato un carro funebre a cavalli che si può ancora osservare nel museo di Bodie.
Gli eroi del deserto si sarebbe rivelato un enorme successo di pubblico e critica ma per realizzare la sua visione creativa Wyler dovette scontrarsi aspramente con "Junior", come lo stesso regista chiamava il produttore Carl Laemmle Jr., figlio del fondatore della Universal. I due discordarono costantemente sul budget, sulle sequenze di sparatorie e su quelle che sarebbero potute finire sotto il mirino della censura del Codice Hays. In quest'ultimo caso la spuntò il produttore: il finale originale, in cui il sopravvissuto veniva catturato dagli abitanti inferociti e portato al patibolo venne eliminato e sostituito con uno meno cruento.

## Distribuzione
Il film fu distribuito nelle sale cinematografiche statunitensi dal 5 gennaio 1930, dopo un'anteprima tenutasi a New York il 27 dicembre 1929. In Giappone venne proiettato a partire dall'aprile 1930, in Irlanda dal 15 agosto e in Francia dal 9 ottobre. Nel 1931 uscì anche in Germania e in Austria.

## Critica
Il critico Morando Morandini nel suo dizionario riporta: «Insolito western ben costruito e interessante nella definizione dei personaggi e delle situazioni».